# Ревериан
Ревериан (погиб 1 июня 273 года) — священномученик, епископ Отонский. Дни памяти — 1 июня, 22 августа, 26 ноября.
Святой Ревериан (Saint Révérien), или Ревенерий (лат.: Révénérius) по происхождению был итальянцем. Он был направлен папой Римским Феликсом I на проповедь в Галлию. Там он был обезглавлен вместе со своим другом Павлом и десятью товарищами во времена императора Аврелиана. Его глава сохранилась в Вилли-ле-Мутье, селе к востоку от города Бон. Оттуда когда-то его лава была перенесена в храм св.Николая в городе Бон, во времена жестокой засухи, в сопровождении огромной толпы, молившей святого заступиться перед Богом о ниспослании дождя. Его поминают 22 августа согласно римскому мартирологу и календарю лионской церкви и Мартином Отонским (Martin d'Autun) 26 ноября вместе со св. Аматором в помяннике на ноябрь.
Статуя святого Ревериана работы XV века, выполненная в камне, где святой изображён держащим свою голову находится в храме в коммуне Савиньи-ан-Ревермон.